# Kisfaludy Zsigmond
Kisfaludy Zsigmond (Szenc, 1837. július 18. – 1926. augusztus 14.) római katolikus plébános, pozsonyi kanonok, történetíró.

## Élete
Szülei a Pápáról származó Kisfaludy István (1808–1866) szenci néptanító és Lassú Teréz. Apja az 1848–1849-es szabadságharc idején a szenci nemzetőrök parancsnoka, főhadnagya volt. Három testvére Móric (tanító, jegyző), Vince és Julianna élte meg a felnőttkort.
Gimnáziumi tanulmányait Pozsonyban, Győrött, Nagyszombatban végezte, a teológiát pedig Esztergomban hallgatta. 
1861. július 21-én szentelték pappá. Somorján hat éven keresztül szolgált káplánként. 1868–1872 között Dunaszerdahelyen, 1872–1888 között Illésházán, 1888–1892 között nagymagyari plébános. 1888-tól helyettes alesperes, 1892-től somorjai plébános, 1906-tól pozsonyi kanonok volt. Szencen nyugszik.

## Művei
Mint esztergomi növendékpap több évig rendes levelezője volt a Katholikus Néplapnak.
- 1858 A maróthi vértanuk, tört. rajz, Milton János élete 1608-1674. Szépirodalmi Közlöny
- 1860 Boris, tört. rajz a 12. századból. Nép Ujsága
- 1861 Az alázatosság hónapja. Elmélkedések és imák. Egy nő hátrahagyott irataiból kiadta Friedrich Emanuel von Hurter. Esztergom (Németből fordította)
- 1862 Négy Somorjára vonatkozó régi okirat. Magyar Tudományos Értekező
- 1864 Adatok a paulánusok magyarhoni történetéhez. Magyar Sion
- 1865 Adalék Beythe életrajzához. Idők Tanúja
- 1880 Kanisai Pálfi János följegyzései 1600-34. Történelmi Tár
- 1883 Egy adat Tüzes Gábor életéhez. Századok
- 1884 11., 12. sz. Könyvism. Pozsonyvidéki Lapok
- Somorja monographiája (kéziratban)